# Hans van Steenwinckel el Joven
Hans van Steenwinckel el Joven (24 de junio de 1587 – 6 de agosto de 1639) fue un arquitecto flamenco - danés que se especializó en el estilo renacentista holandés, típico de los prestigiosos edificios daneses de la primera mitad del siglo XVII. Junto con su hermano Lorenz van Steenwinckel, fue responsable de la mayoría de los ambiciosos proyectos de construcción del rey Christian IV.
Era hijo de Hans van Steenwinckel el Viejo y padre de Hans van Steenwinckel el Menor y probablemente también del maestro de obras e ingeniero Oluf van Steenwinckel.

## Carrera
Hans y Lorenz van Steenwinckel eran hijos de Hans van Steenwinckel el Viejo, el principal contratista y cantero, que era originario de Amberes, pero había llegado a Dinamarca en 1576 para trabajar en el castillo de Kronborg. Posteriormente, se convirtió en el arquitecto preferido de Federico II. Era de esperar que siguiera los pasos de su padre y que, junto con su hermano Lorenz, se fuera a los Países Bajos a estudiar arquitectura y talla de piedra.
De vuelta en Dinamarca, Hans y Lorenz van Steenwinckel participaron en la mayoría de los numerosos y enormes proyectos de construcción de Christian IV en las primeras décadas del siglo XVII, aunque a menudo no está claro cuál fue exactamente su contribución. A menudo, muchas personas participaron en el diseño de un edificio, debido a los extensos plazos de construcción desde los planos iniciales hasta la finalización del edificio, algo habitual en aquella época. Al mismo tiempo, los grandes edificios de prestigio distaban mucho de ser entidades estáticas, ya que era normal que se realizaran numerosas ampliaciones y reconstrucciones con el paso de los años. También se sabe que el propio rey Christian IV, entusiasta de la arquitectura, participó activamente en el diseño de sus numerosos grandes edificios. Para dejar las cosas aún menos claras, Christian IV y sus consejeros mantenían oculta la autoría de un edificio para sugerir que el propio rey era el autor.
Al principio de su carrera, Hans van Steenwinckel trabajó principalmente como escultor, realizando obras tanto para el Castillo de Kronborg como para el Palacio de Frederiksborg. Se le atribuye la torre octogonal del castillo de Rosenborg.
Tras la muerte de Lorenz en 1619, Hans fue nombrado nuevo maestro de obras real y se hizo cargo de proyectos en curso, como la capilla de Christian IV en la catedral de Roskilde, en construcción desde 1613, y la Bolsa de Copenhague, que se había comenzado recientemente.
Con el complejo Trinitatis, que incluye la Torre Redonda y la iglesia Trinitatis, se pasó al nuevo estilo barroco holandés, abandonando el estilo renacentista holandés que hasta entonces había sido sinónimo de su nombre. 

## Obras seleccionadas
Entre las contribuciones de Hans van Steenwinckel el Joven destacan:
- En el Castillo de Rosenborg: la torre octogonal (1616)
- La capilla de Christian IV, en la Catedral de Roskilde, tras la muerte de Lorenz en 1619 (1613-1641)
- La Bolsa de Valores de Christian IV, tras la muerte de Lorenz (1619-1623)
- El Palacio de Frederiksborg
- Castillo de Valdemars: primer castillo (1631-1639) [2]
- Nyboder -  Primera etapa, de un solo piso (1631-1641).
- El Castillo de Kronborg: reconstrucción tras el incendio del castillo en 1629 (1637)
- La Torre Redonda, terminada después de su muerte (1637-1642)
- Iglesia de la Trinidad, terminada después de su muerte (1637-1657)